# Guido de Grana
Guido de Grana (1245 circa – 1284 circa) è stato un religioso e letterato francese.

## Biografia
Per quanto la sua figura sia rimasta oscura a lungo - si pensi che su di lui gravarono addirittura dubbi sulla giusta ortografia del nome - in tempi recenti ha ricevuto attenzione da parte del mondo della filologia grazie alla sua impressionante competenza riguardo alla letteratura classica e medievale, oltre che per la produzione di opere scientifiche e filosofiche. Nonostante la scarsità di notizie sul suo conto, è considerato una delle figure rilevanti per comprendere la fortuna della letteratura antica nel Duecento.
Vissuto nel Nord della Francia, Guido è particolarmente noto per le postille da lui apportate ai volumi antichi, in particolare quelle ai margini di una copia del vocabolario di Papia; queste annotazioni testimoniano una conoscenza di testi rarissimi o per prevalentemente sconosciuti all'epoca, che egli aveva avuto modo di interpellare grazie alla frequentazione delle biblioteche della Francia centrale e settentrionale.